# Yahia Ayache
Pour les articles homonymes, voir Ayache.
Yahia Ayache (يحيى عياش), dit l'ingénieur, né le 22 février 1966 et mort le 5 janvier 1996 à Gaza, était l'artificier et l'un des principaux chefs de l'aile militaire du Hamas, les Brigades Izz al-Din al-Qassam. Présumé responsable d'un grand nombre d'attentats-suicides du Hamas, il a été assassiné par le Shin Bet en janvier 1996 sous les ordres du Premier ministre Shimon Pérès, ce qui provoqua en retour une nouvelle vague d'attentats-suicides du Hamas (quatre en février-mars 1996).

## Biographie
Yahia Ayache est né dans une famille de modestes agriculteurs du village de Rafat (en) en Cisjordanie (près de Naplouse). Il est diplômé en ingénierie électrique de l'université de Beir Zeit. Il entre dans la clandestinité en juillet 1992 à la suite de son refus de se rendre à une convocation du Shin Beth. 
Responsable d'une série d'attentats en Israël, il est assassiné le 5 janvier 1996 par le Shin Beth qui fait exploser une mini bombe placée dans son téléphone portable. Cette opération, prévue de longue date, a été réalisée alors qu'il répondait à un appel de son père. 
L'opération met un terme aux efforts de Yasser Arafat de convaincre le Hamas de présenter des candidats aux élections législatives de 1996. Certains candidats aux élections soutenant le processus de la paix et qui n'étaient pas en accord avec sa ligne politique, décident de suspendre leur campagne pendant les trois jours de deuil proclamés par le Hamas.